# Gwadha
Gwadha (nep. ग्वाघा) – gaun wikas samiti w zachodniej części Nepalu w strefie Lumbini w dystrykcie Gulmi. Według nepalskiego spisu powszechnego z 2001 roku liczył on 500 gospodarstw domowych i 2796 mieszkańców (1568 kobiet i 1228 mężczyzn).